# Paisy-Cosdon
Paisy-Cosdon [pɛzi kodɔ̃] est une commune française, située dans le département de l'Aube en région Grand Est.

## Géographie

### Localisation
| Bérulle                                 |              |                     |
| Saint-Benoist-sur-Vanne Rigny-le-Ferron | Paisy-Cosdon | Aix-Villemaur-Pâlis |
| Planty                                  |              |                     |

Commune limitrophe de la ville d'Aix-en-Othe dont le territoire est traversé par La Vanne.

### Topographie
Au cadastre de 1840 sont cités : Abatis, Allemagne, Aulnay, les Bîmes, Bois-Joli, le Buisson, le Buisson aux Prêtres, Célestins, la Chapelle, les Chenettes, les Chevrets, Cosdon, bois de Dilo, le Franc-Alleu, les Grands-Robins et Robins, le Jard, les Lices, Mondelus, la Motte de Paisy, le Moulin-du-Bas, la Pierre-Parlante, Saint-Pierre, les Usages, les Tuileries, le Vallot, Vaujuraine, Vausanvie.

### Hydrographie
La commune est dans la région hydrographique « la Seine de sa source au confluent de l'Oise (exclu) » au sein du bassin Seine-Normandie. Elle est drainée par la Vanne, la Nosle, la Nosle et le ruisseau des Abimes,.
La Vanne, d'une longueur de 59 km, prend sa source dans la commune de Fontvannes et se jette  dans l'Yonne à Paron, après avoir traversé 22 communes.

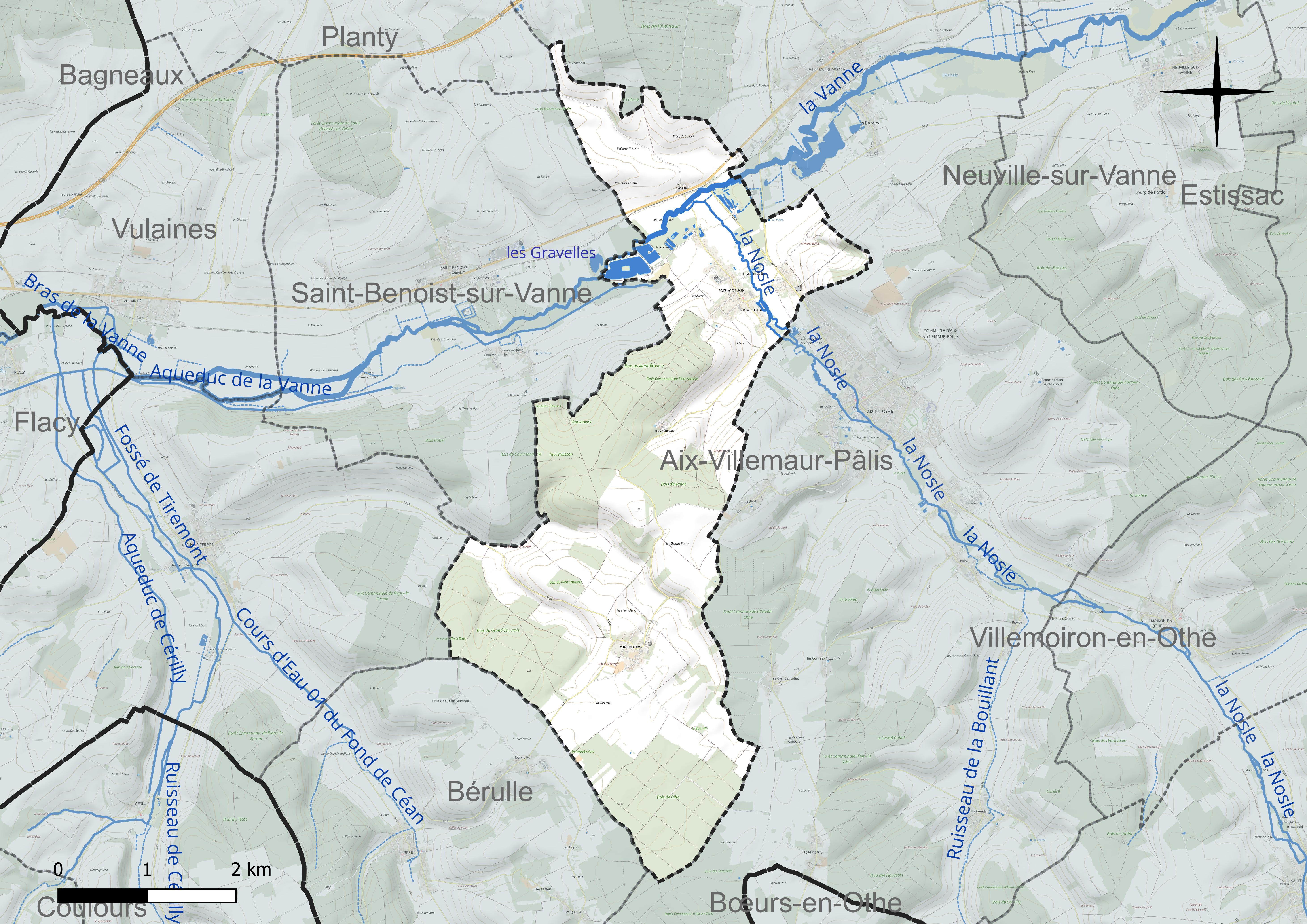
Réseau hydrographique de Paisy-Cosdon.

La Nosle, d'une longueur de 13 km, prend sa source dans la commune de Saint-Mards-en-Othe et se jette  dans la Vanne sur la commune, après avoir traversé quatre communes.

### Climat
Pour des articles plus généraux, voir Climat du Grand Est et Climat de l'Aube.
En 2010, le climat de la commune est de type climat océanique dégradé des plaines du Centre et du Nord, selon une étude du Centre national de la recherche scientifique s'appuyant sur une série de données couvrant la période 1971-2000. En 2020, Météo-France publie une typologie des climats de la France métropolitaine dans laquelle la commune est exposée à un climat océanique altéré et est dans la région climatique Nord-est du bassin Parisien, caractérisée par un ensoleillement médiocre, une pluviométrie moyenne régulièrement répartie au cours de l’année et un hiver froid (3 °C).
Pour la période 1971-2000, la température annuelle moyenne est de 10,6 °C, avec une amplitude thermique annuelle de 15,6 °C. Le cumul annuel moyen de précipitations est de 729 mm, avec 11,9 jours de précipitations en janvier et 7,7 jours en juillet. Pour la période 1991-2020, la température moyenne annuelle observée sur la station météorologique de Météo-France la plus proche, « Flacy », sur la commune de Flacy à 8 km à vol d'oiseau, est de 11,2 °C et le cumul annuel moyen de précipitations est de 740,8 mm. 
La température maximale relevée sur cette station est de 41,9 °C, atteinte le 25 juillet 2019 ; la température minimale est de −25 °C, atteinte le 9 janvier 1985,,.
Les paramètres climatiques de la commune ont été estimés pour le milieu du siècle (2041-2070) selon différents scénarios d'émission de gaz à effet de serre à partir des nouvelles projections climatiques de référence DRIAS-2020. Ils sont consultables sur un site dédié publié par Météo-France en novembre 2022.

## Urbanisme

### Typologie
Au 1er janvier 2024, Paisy-Cosdon est catégorisée commune rurale à habitat dispersé, selon la nouvelle grille communale de densité à 7 niveaux définie par l'Insee en 2022.
Elle appartient à l'unité urbaine d'Aix-Villemaur-Pâlis, une agglomération intra-départementale dont elle est une commune de la banlieue,. Par ailleurs la commune fait partie de l'aire d'attraction de Troyes, dont elle est une commune de la couronne,. Cette aire, qui regroupe 209 communes, est catégorisée dans les aires de 200 000 à moins de 700 000 habitants,.

### Occupation des sols
L'occupation des sols de la commune, telle qu'elle ressort de la base de données européenne d’occupation biophysique des sols Corine Land Cover (CLC), est marquée par l'importance des territoires agricoles (61,9 % en 2018), en diminution par rapport à 1990 (64,1 %). La répartition détaillée en 2018 est la suivante : 
terres arables (55,1 %), forêts (32,7 %), zones agricoles hétérogènes (5,2 %), zones urbanisées (2,6 %), prairies (1,6 %), milieux à végétation arbustive et/ou herbacée (1,6 %), eaux continentales (1,2 %). L'évolution de l’occupation des sols de la commune et de ses infrastructures peut être observée sur les différentes représentations cartographiques du territoire : la carte de Cassini (XVIIIe siècle), la carte d'état-major (1820-1866) et les cartes ou photos aériennes de l'IGN pour la période actuelle (1950 à aujourd'hui).

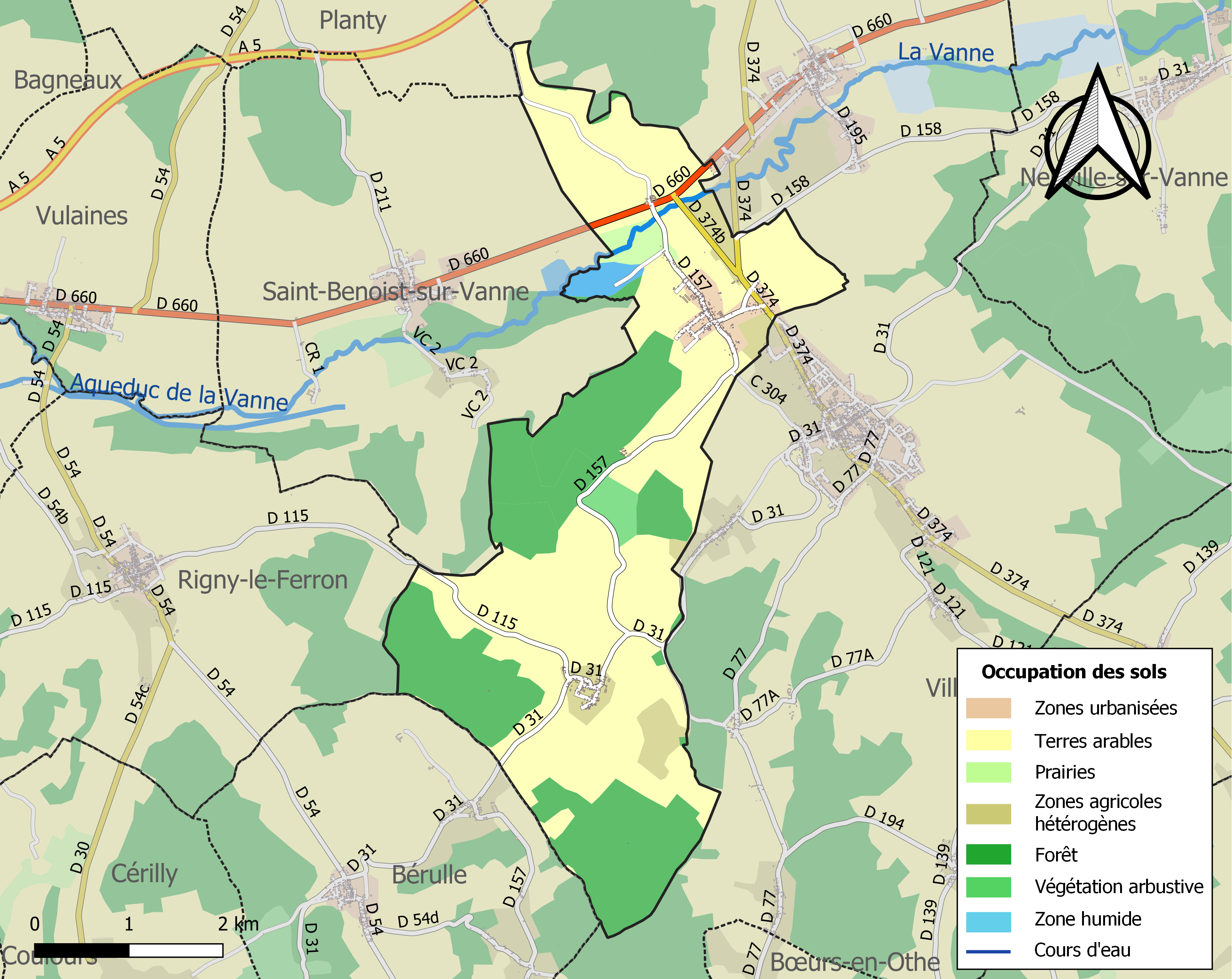
Carte des infrastructures et de l'occupation des sols de la commune en 2018 (CLC).

## Histoire
Le village était déjà habité à la période gallo-romaine, ce qui est attesté par la mosaïque qui y fut trouvée en 1852. Il y avait le fief de la Motte et une autre seigneurie à Paisy qui était au seigneur de Villemaur pour la majorité du temps.
En 1789, le village formait une communauté avec Vaujurenne et dépendait de l'intendance et de la généralité de Châlons, de l'élection et du batillage de Troyes ainsi que du bailliage seigneurial de Villemaur.

### Cosdon
C'est un ancien village qui appartenait à la châtellenie et à la prévôté de Villemaur, attesté dès le XIIe siècle comme domum de Cohaudon. Il avait un moulin dont les habitants se plaignirent de la destruction dans les cahiers de doléances de 1789.

### Mondelus
Les Grand et Petit Mondelus étaient des bois de la gruerie de Villemaur qui étaient la possession des seigneurs de Courmononcle du XIIe siècle jusqu'au XVIe siècle.

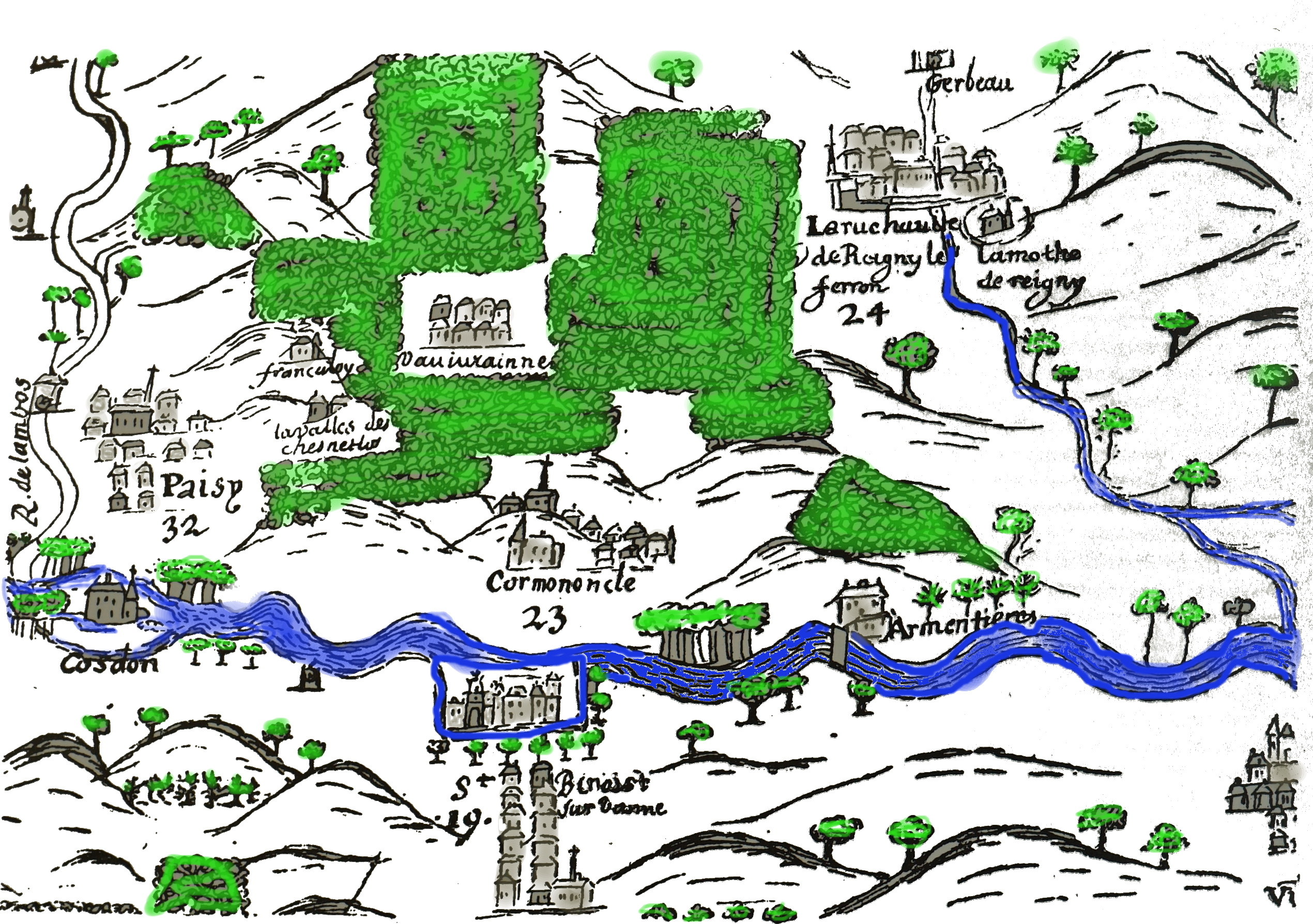
Paisy-Cosdon et Vaujurenne en 1647.

### La Motte
Ou encore Motte-de-Paisy ou Mothe, était une seigneurie relevant de Villemaur aujourd'hui difficile à localiser. Dans le pré éponyme des substructions furent trouvées, derrière l'église pour Courtalon. De par le grand nombre de cette appellation, même en la seigneurie de Villemaur, il est difficile de donner avec certitude des seigneurs avant le XIVe siècle. Garnier Cain, écuyer et seigneur entre 1362 et 1387, et comme dernier seigneur Charles Huet avocat au Parlement. Le château est décrit au XIVe siècle comme maison, motte et fossés attenant à la rivière. Louis Nivelle (1638-1718) avocat au Parlement de Paris, fils de François Nivelle (1592-v.1652), Conseiller du Roi, grenetier, ancien et triennal au grenier à sel de Villemaur, seigneur de La Mothe de Paisy. Acte de foi et hommage du 3 septembre 1665 par Louis Nivelle, avocat au Parlement de Paris Hommage du même fief par Louis Nivelle (1691-1757), ancien avocat au Parlement de Paris, qui en avait hérité de son père Louis Nivelle, en 1726, également ancien avocat au Parlement de Paris.

### Vaujurenne
Aussi Vaujuraine, hameau qui était aussi un fief qui relevait de Saint-Liébaud et appartenait jusqu'à la Révolution au baron de Villemaur. Il y avait aussi une grange qui relevait de l'abbaye de Dilo qui est attestée dès 1151 par un don de terres qui appartenaient à Élie dame de Villemaur, les dites terres relevèrent de Dilo jusqu'à la Révolution.

## Politique et administration
| Période                                  | Période  | Identité              | Étiquette | Qualité |
| ---------------------------------------- | -------- | --------------------- | --------- | ------- |
| mars 2001                                | En cours | M. Gilbert Bonneterre | DVD       | Ouvrier |
| Les données manquantes sont à compléter. |          |                       |           |         |

## Démographie
L'évolution du nombre d'habitants est connue à travers les recensements de la population effectués dans la commune depuis 1793. Pour les communes de moins de 10 000 habitants, une enquête de recensement portant sur toute la population est réalisée tous les cinq ans, les populations de référence des années intermédiaires étant quant à elles estimées par interpolation ou extrapolation. Pour la commune, le premier recensement exhaustif entrant dans le cadre du nouveau dispositif a été réalisé en 2004.

En 2022, la commune comptait 334 habitants, en évolution de −1,76 % par rapport à 2016 (Aube : +0,7 %, France hors Mayotte : +2,11 %).
| 1793 | 1800 | 1806 | 1821 | 1831 | 1836 | 1841 | 1846 | 1851 |
| ---- | ---- | ---- | ---- | ---- | ---- | ---- | ---- | ---- |
| 347  | 384  | 346  | 371  | 451  | 482  | 530  | 511  | 515  |

| 1856 | 1861 | 1866 | 1872 | 1876 | 1881 | 1886 | 1891 | 1896 |
| ---- | ---- | ---- | ---- | ---- | ---- | ---- | ---- | ---- |
| 484  | 510  | 531  | 517  | 530  | 503  | 512  | 467  | 420  |

| 1901 | 1906 | 1911 | 1921 | 1926 | 1931 | 1936 | 1946 | 1954 |
| ---- | ---- | ---- | ---- | ---- | ---- | ---- | ---- | ---- |
| 397  | 354  | 364  | 308  | 322  | 336  | 315  | 261  | 267  |

| 1962 | 1968 | 1975 | 1982 | 1990 | 1999 | 2004 | 2006 | 2009 |
| ---- | ---- | ---- | ---- | ---- | ---- | ---- | ---- | ---- |
| 252  | 200  | 202  | 206  | 247  | 264  | 280  | 285  | 335  |

| 2014 | 2019 | 2022 | - | - | - | - | - | - |
| ---- | ---- | ---- | - | - | - | - | - | - |
| 340  | 334  | 334  | - | - | - | - | - | - |

## Culture locale et patrimoine

### Lieux et monuments
- Lac de Paisy-Cosdon.

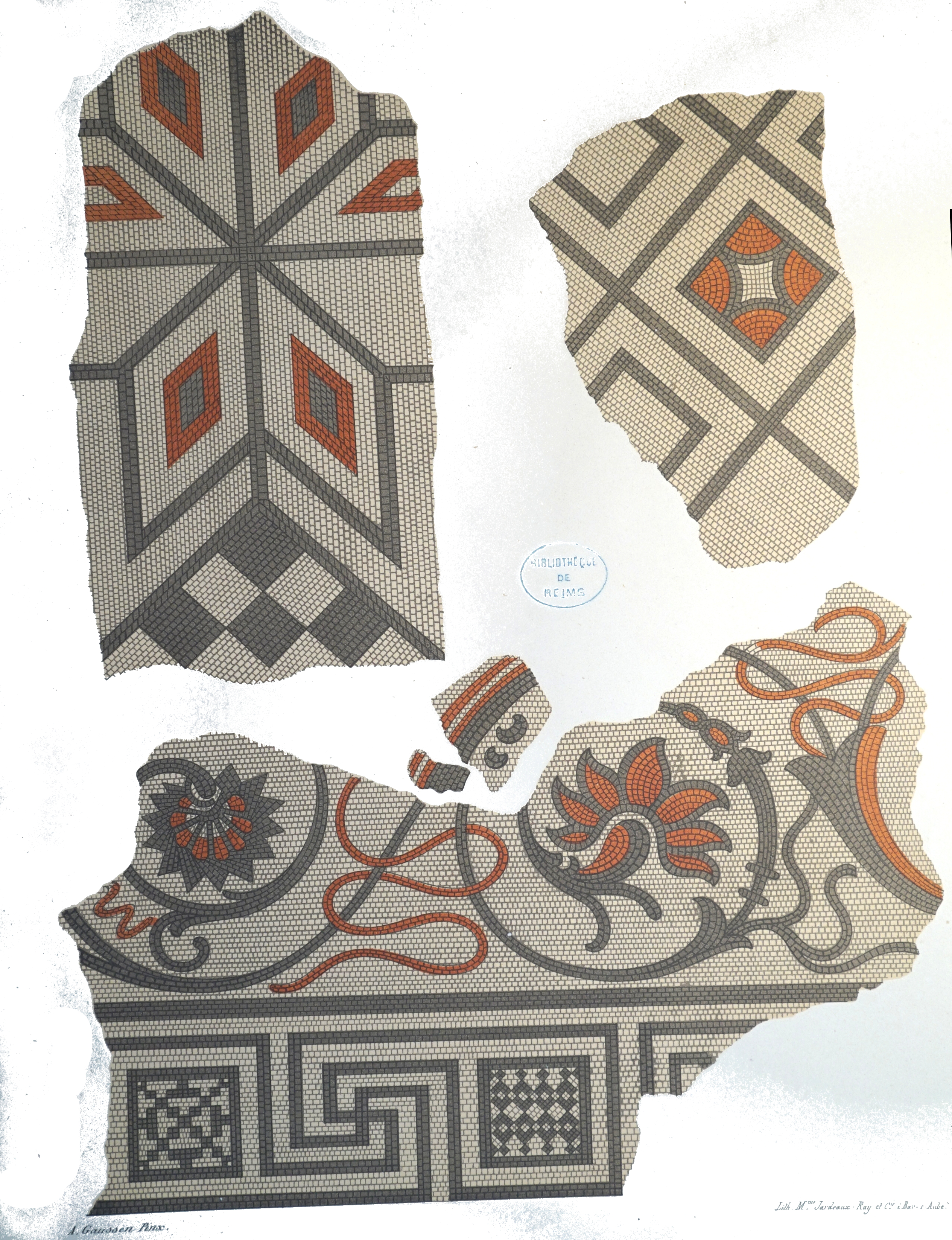
La mosaïque de Paisy.

- Bois de Dilo : à la limite du territoire vers Bérulle, il fut attesté comme appartenant à l'abbaye éponyme vers 1199 par Thibaut comte de Troyes et dépendait de la gruerie de Paisy. Un autre bois est cité, le bois Vaujuraine qui contenait une pièce de 700 arpents et une de 180, elle était aussi à Dilo et dépendait de la gruerie de Villemaur. Le bois de Dilo est aussi orthographié Dillo ou Dilot.
- Le beffroi qui contient l'ancienne cloche de l'église, qui a disparu en 1932 et n'a pas été remplacée. La paroisse dépendait du doyenné de Villemaur et était sous le vocable de sainte Madeleine et comme second patron saint Fiacre.

### Personnalités liées à la commune
- La famille de Paisy qui avait le fief éponyme, cinq familles de serfs et le bois la Besse en 1234 avec Jean de Paissy.